# 耶律污斡里
耶律污斡里，辽朝官员，夫人出自蕭氏。
耶律污斡里的墓志里称其出自陈姓。曾祖父没有出仕，祖父官至摄上京留守、开府仪同三司、检校太师、兼政事令、行临潢令、上柱国、漆水郡开国公、食邑三千户、实食邑三百户。父亲耶律万，自龙厢充二仪殿使。耶律污斡里官至太保、翊圣功臣、特進、檢校右卫上将军、兼御史大夫、上柱国、兰陵郡开国侯、食邑一千户、实食邑一百户。萧氏夫人葬于统和二十七年（1009年）十月，她的丈夫葬于之前的一个卯年。